# フィーレンディール橋

フィーレンディールトラス

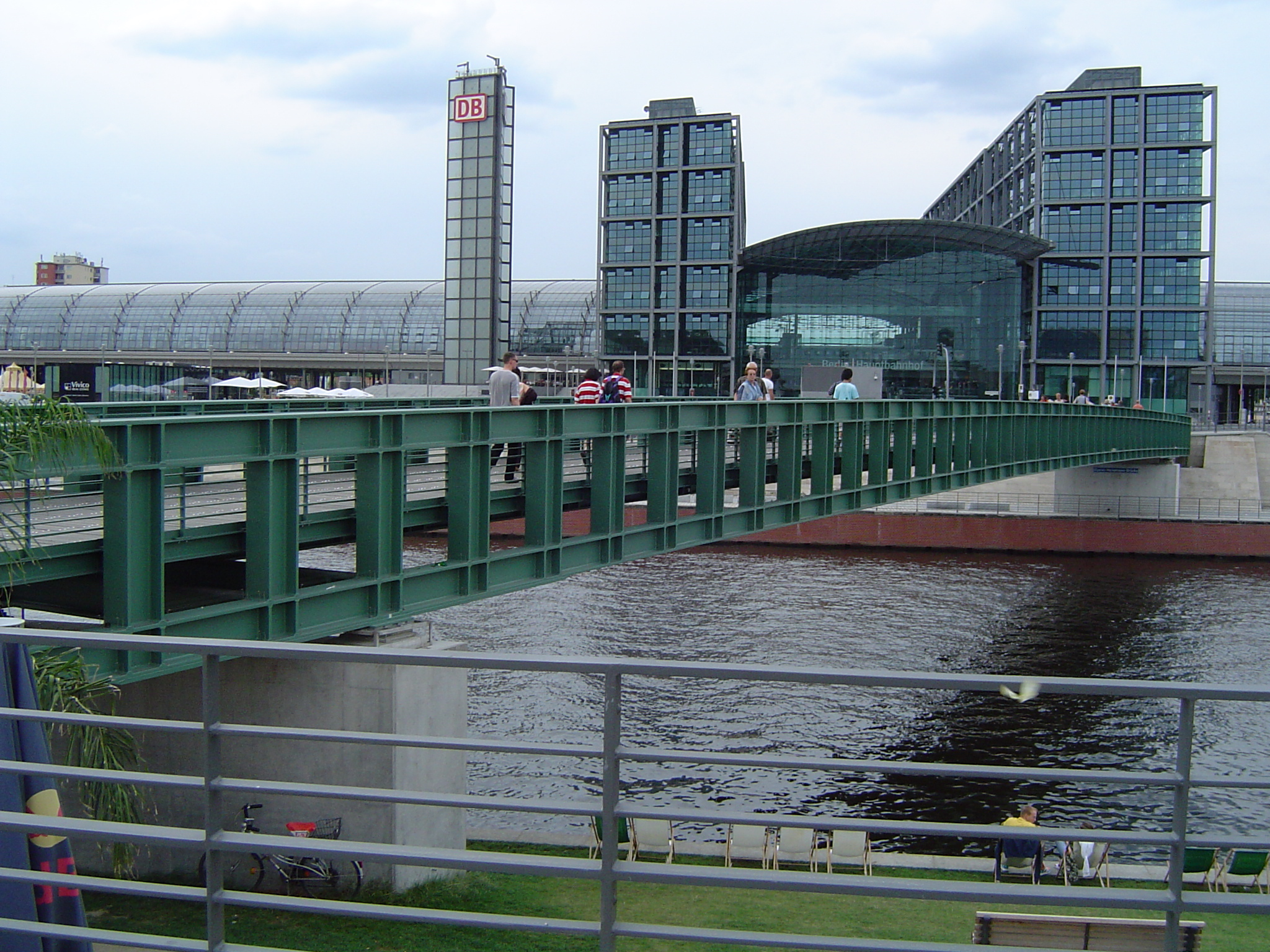
ベルリンのグスタフハイネマン橋

フィーレンディール橋（Vierendeel bridge）は、橋梁形式の一つで、フィーレンディールトラスを使用している橋である。考案したベルギー人技師のアーサー・フィーレンディールの名からこう呼ばれる。梯子を横倒しにしたような外観からトラス橋の一種とされることがあるが、格点部は剛結となっており、構造上はラーメン橋に分類される。

## 日本のフィーレンディール橋
日本においては、この形式の橋は希少な存在として知られている。近年では、周囲の景観と調和した意匠重視の形式として採用されることが多い。

### 近代
- 豊海橋（東京都中央区） 1927年竣工 ※日本初のフィーレンディール橋[1]
- 目黒橋（富山県黒部市） 1934年竣工
- 川井橋（秋田県湯沢市） 1934年竣工

### 現代
- 浜松町駅跨線人道橋（東京都港区） 1983年竣工 ※1984年土木学会田中賞
- 保津峡橋（京都府亀岡市 - 京都市） 1990年竣工
- 馬見原橋（熊本県上益城郡山都町） 1995年竣工 ※変形フィーレンディール鋼橋
- ふれあい橋（栃木県日光市）1999年竣工 ※上路式
- 鵬橋（福島県福島市）2000年竣工 ※上路式
- 道玄坂歩道橋（東京都渋谷区）2000年竣工 ※2001年度グッドデザイン賞（建築・環境デザイン部門）
- かやのさんぺい橋（大阪府箕面市）2003年竣工
- 羽衣橋（長崎県長崎市） 2003年竣工
- 大山塚跨線人道橋（愛知県豊橋市） 2008年竣工
- ゆうばえのみち朝霞橋（神奈川県横浜市）

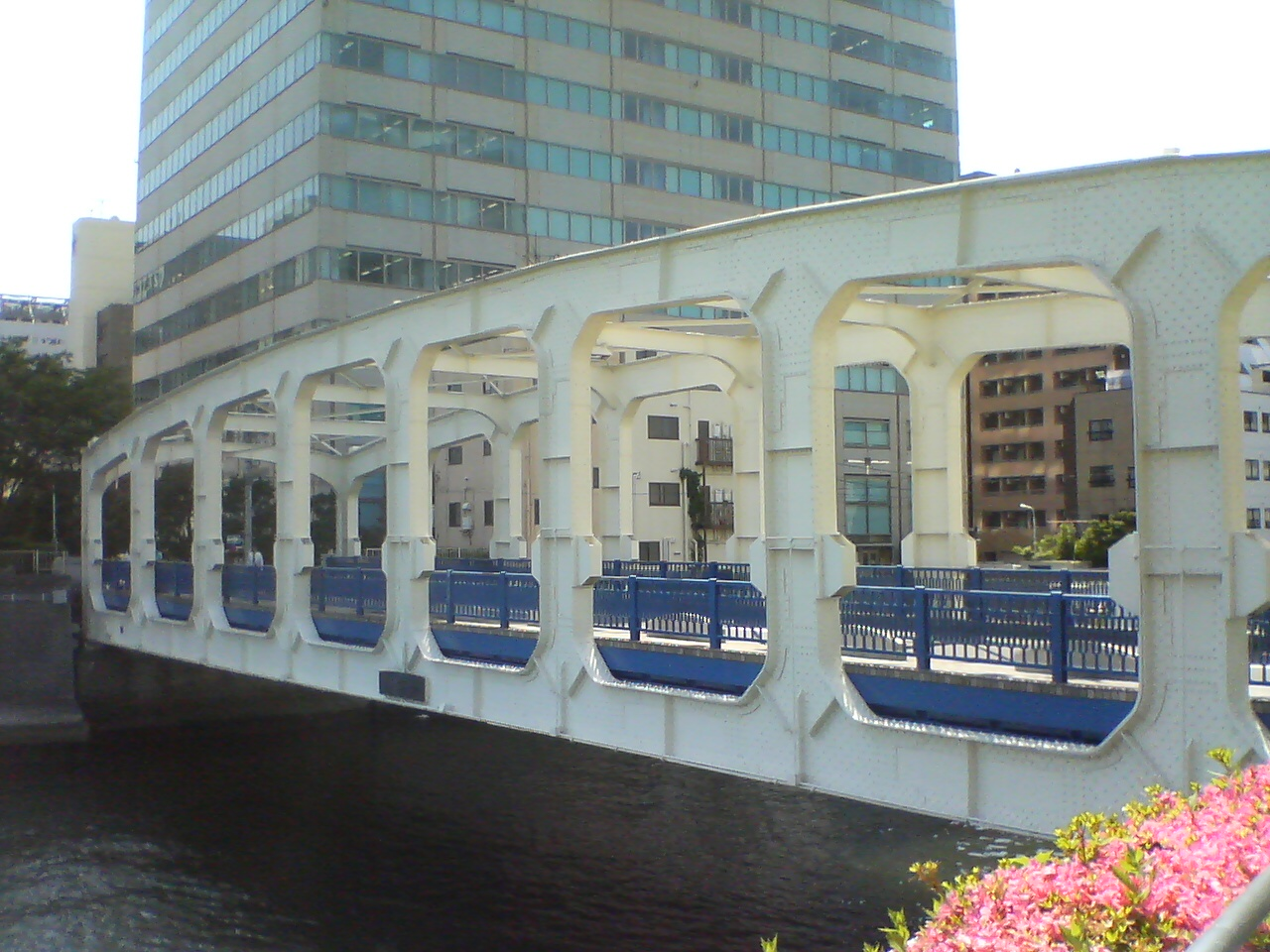
豊海（とよみ）橋
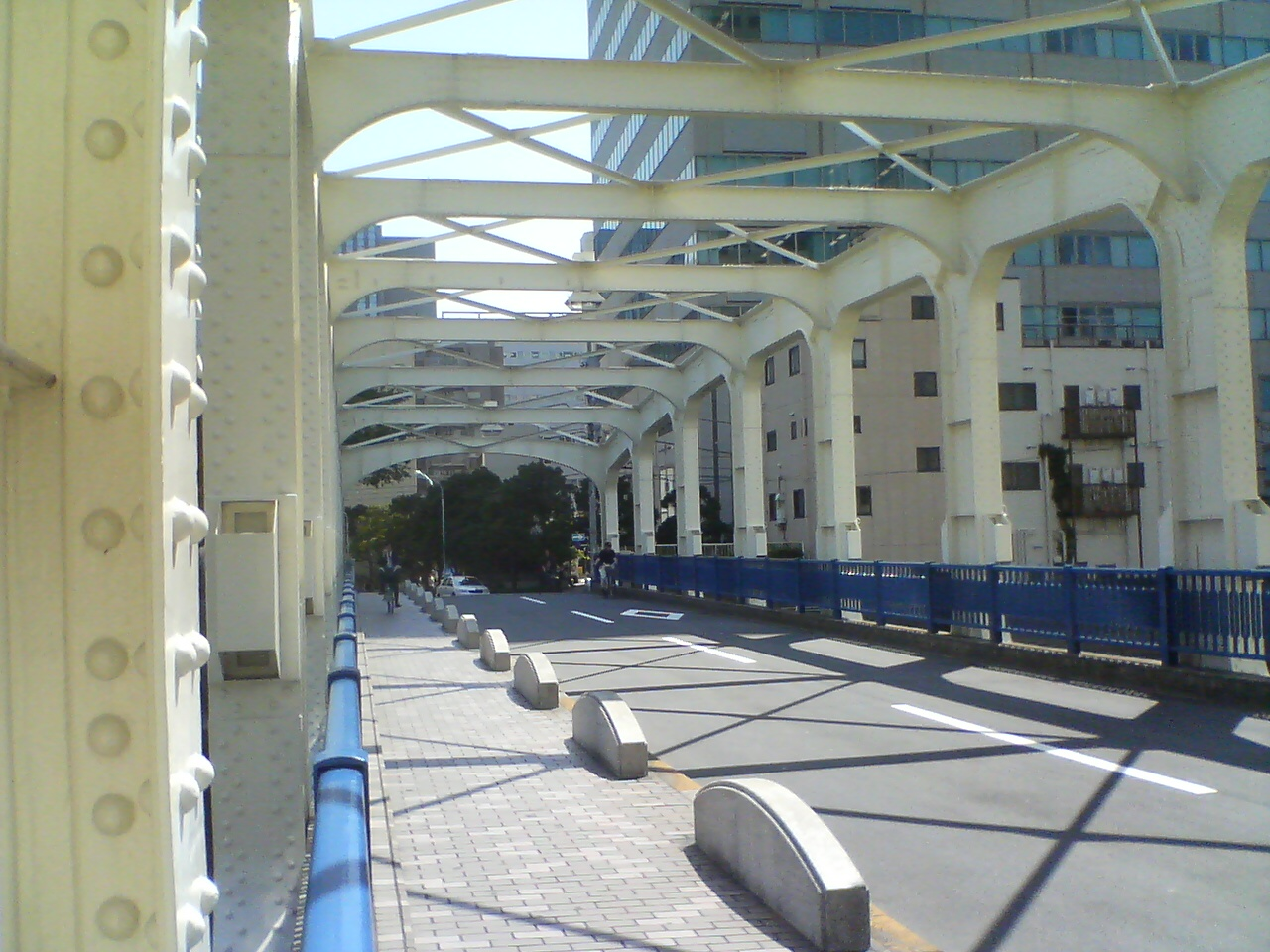
豊海橋（内部）
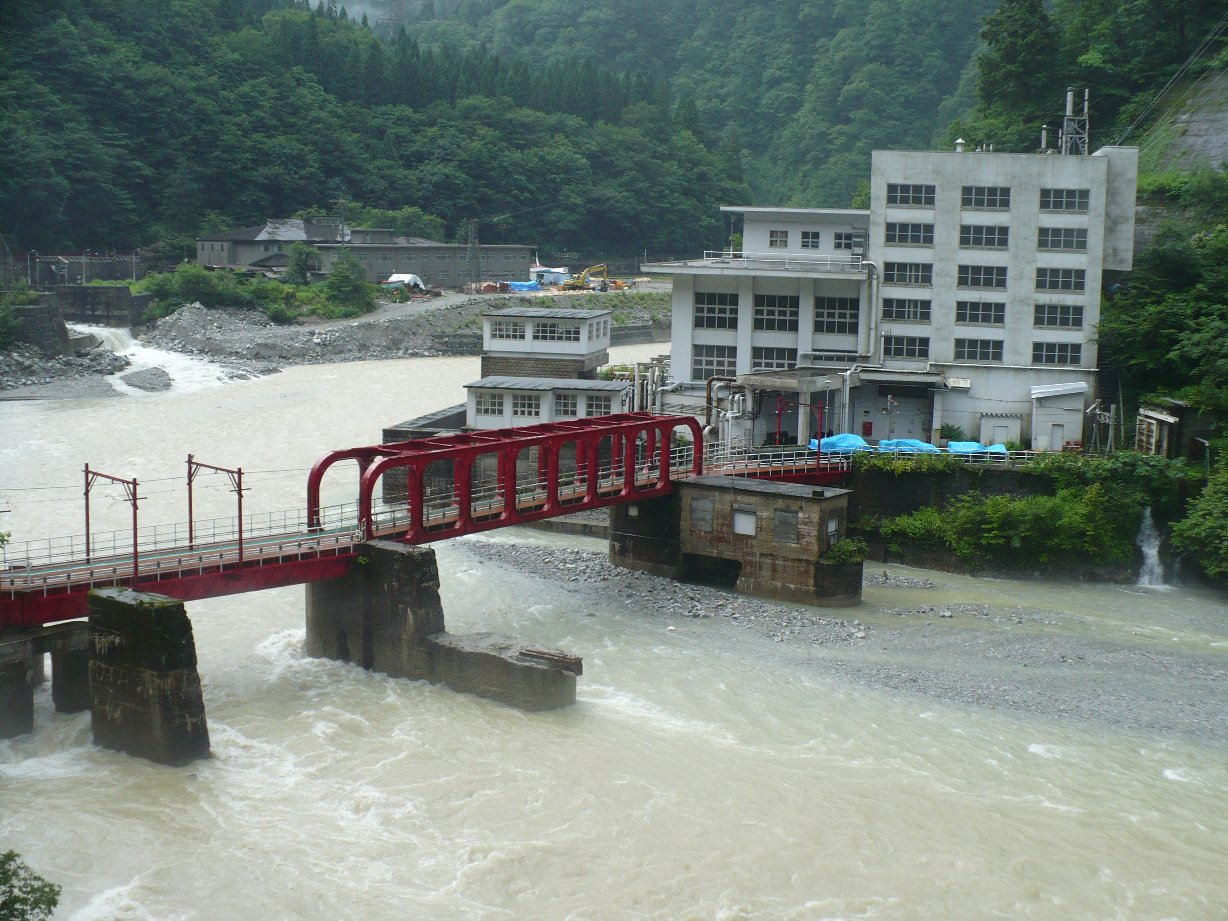
目黒橋
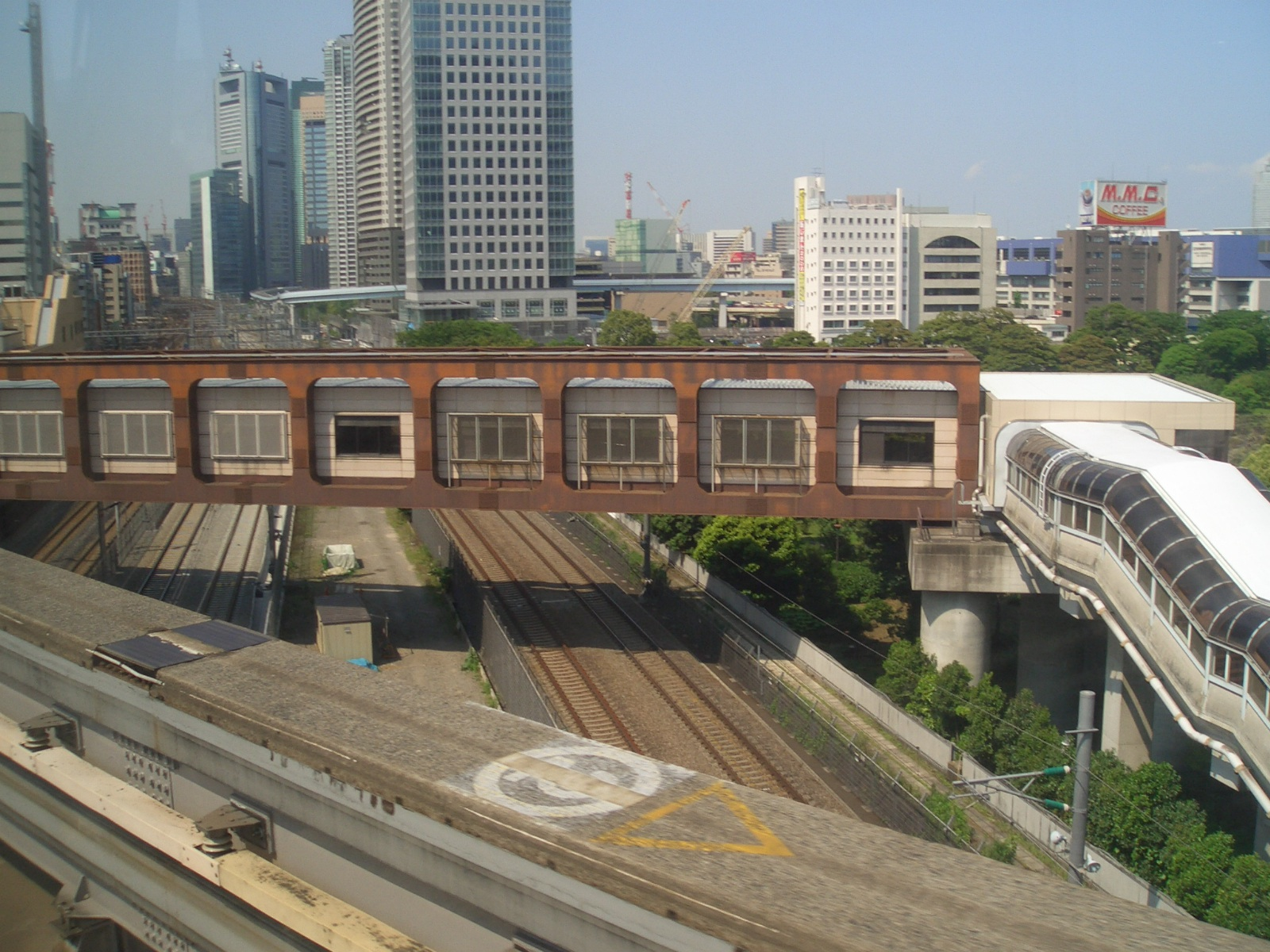
浜松町跨線人道橋
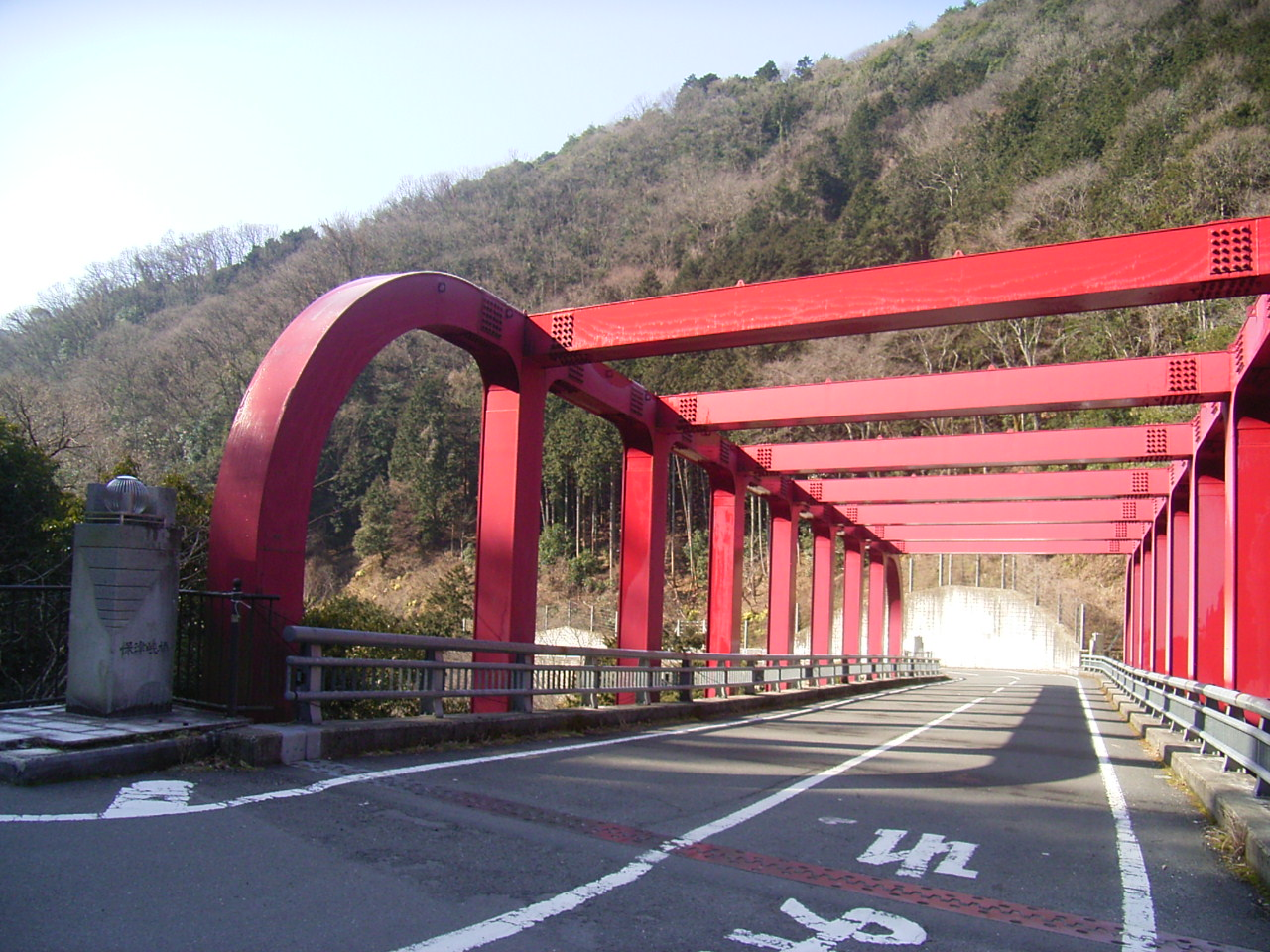
保津峡橋
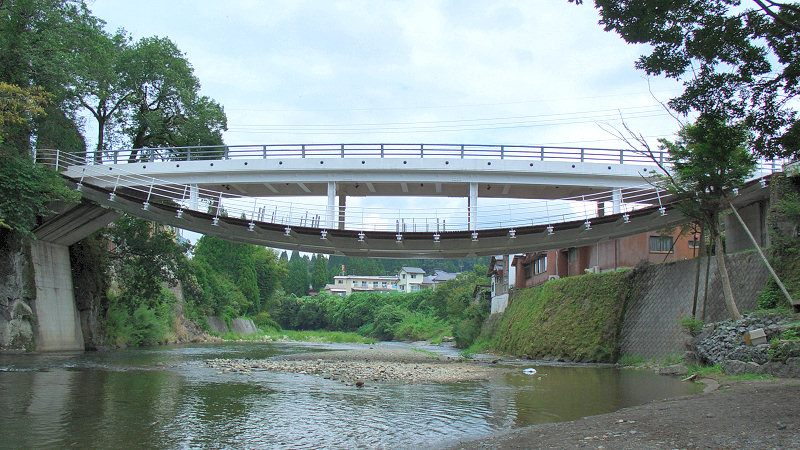
馬見原（まみはら）橋
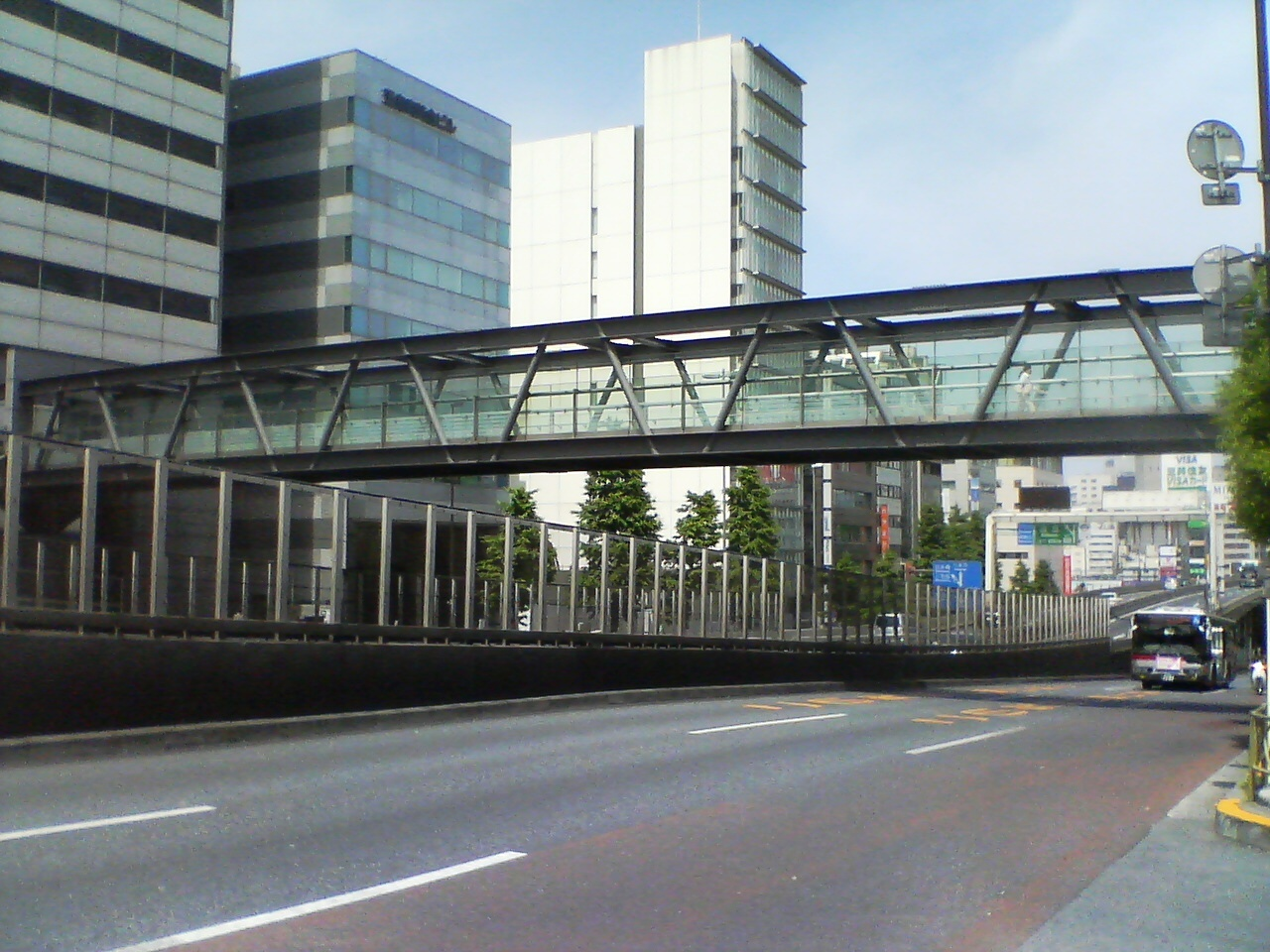
道玄坂歩道橋
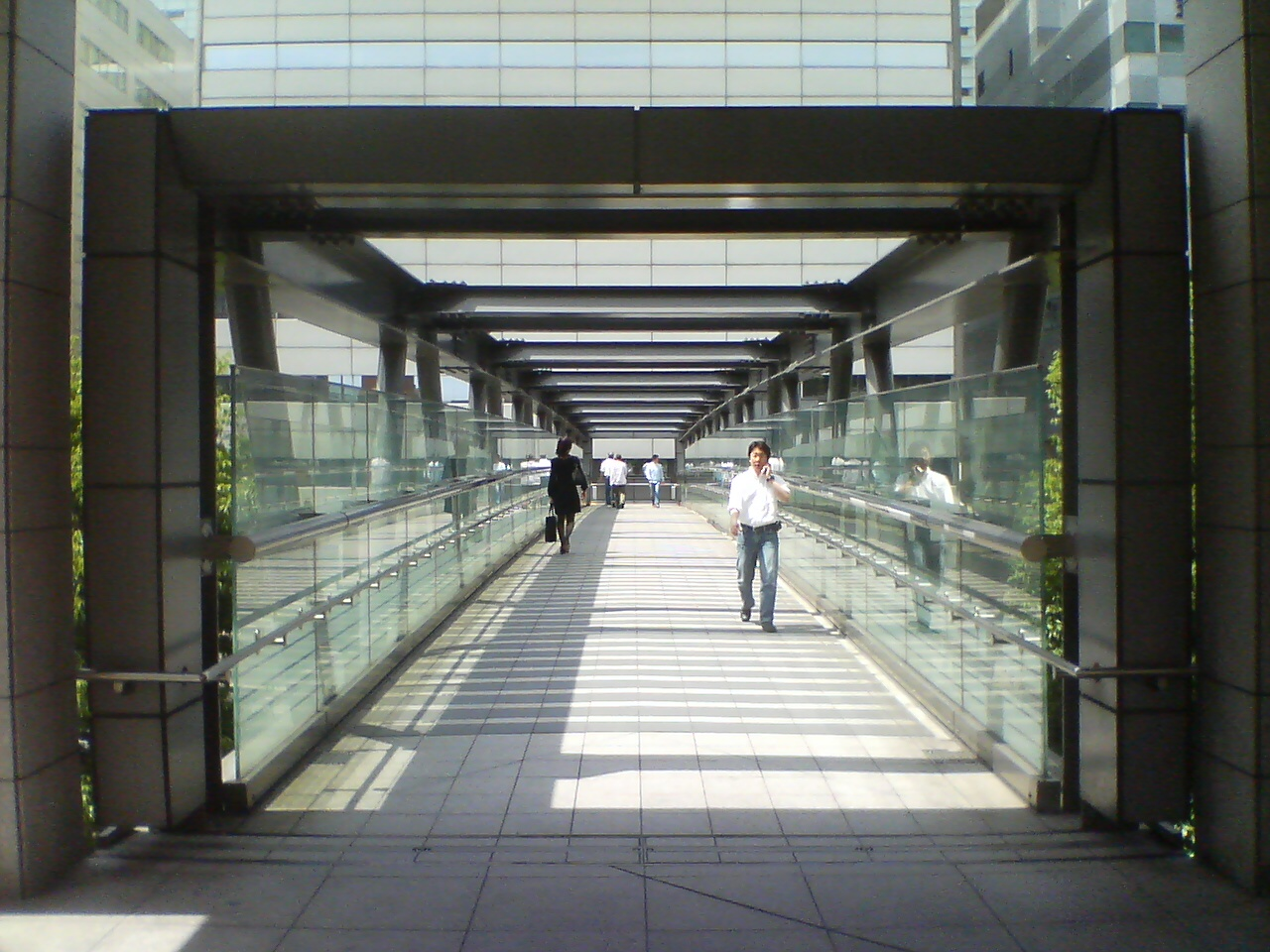
道玄坂歩道橋（内部）